# Mario Gentili
Mario Gentili, född 31 januari 1913 i Prato, död 19 januari 1999, var en italiensk tävlingscyklist.
Gentili blev olympisk silvermedaljör i lagförföljelse vid sommarspelen 1936 i Berlin.